# César als millors efectes visuals
El César als millors efectes visulas (originalment en francès César des meilleurs effets visuels) és un premi cinematogràfic francès atorgat per l'Académie des Arts et Techniques du Cinéma.
Aquest premi s'atorga des del 2022 i poden optar a ell les pel·lícules que poden presentar-se als premis a Millor pel·lícula i Millor pel·lícula estrangera, i als crèdits de la qual hi aparegui acreditat un supervisor d'efectes visuals.
Per la concessió del premi «els criteris que es tenen en compte (...) són la contribució que els efectes visuals fan al conjunt de la pel·lícula així com l'aspecte artístic, el saber fer i la fidelitat amb què s'aconsegueixen els efectes visuals».

## Palmarès
- Font: Pàgina oficial del premi.

#### Dècada del 2020
| Any                                                                 | Títol original                                                | Títol en català                                    | Supervisor d'efectes visuals | Pais |
| ------------------------------------------------------------------- | ------------------------------------------------------------- | -------------------------------------------------- | ---------------------------- | ---- |
| 2022                                                                |                                                               |                                                    |                              |      |
| Annette                                                             | Annette                                                       | Guillaume Pondard                                  | França                       |      |
| Aline                                                               | Aline                                                         | Sébastien Rame                                     | França                       |      |
| Eiffel                                                              | Eiffel                                                        | Olivier Cauwet                                     | França                       |      |
| Illusions perdues                                                   | Les il·lusions perdudes                                       | Arnaud Fouquet i Julien Meesters                   | França                       |      |
| Titane                                                              | Titane                                                        | Martial Vallanchon                                 | França                       |      |
| 2023                                                                |                                                               |                                                    |                              |      |
| Notre-Dame brûle                                                    | Notre-Dame brûle                                              | Laurens Ehrmann                                    | França                       |      |
| Les Cinq Diables                                                    | -                                                             | Guillaume Marien                                   | França                       |      |
| Fumer fait tousser                                                  | -                                                             | Sébastien Rame                                     | França                       |      |
| Novembre                                                            | Novembre                                                      | Mikaël Tanguy                                      | França                       |      |
| Pacifiction : Tourment sur les Îles                                 | Pacifiction                                                   | Marco Del Bianco                                   | Itàlia                       |      |
| 2024                                                                |                                                               |                                                    |                              |      |
| Le Règne animal                                                     | Le Règne animal                                               | Cyrille Bonjean, Bruno Sommier i Jean-Louis Autret | França                       |      |
| Acide                                                               | Acide                                                         | Thomas Duval                                       | França                       |      |
| La Montagne                                                         | La Montagne                                                   | Lise Fischer i Cédric Fayolle                      | França                       |      |
| Les Trois Mousquetaires (Partie 1 : D'Artagnan / Partie 2 : Milady) | Els tres mosqueters: D'Artagnan / Els tres mosqueters: Milady | Olivier Cauwet                                     | França                       |      |
| Vermines                                                            | La plaga                                                      | Léo Ewald i Thierry Onillon                        | França                       |      |
| 2025                                                                |                                                               |                                                    |                              |      |
| Emilia Pérez                                                        | Emilia Pérez                                                  | Cédric Fayolle                                     | França                       |      |
| La Bête                                                             | -                                                             | Cédric Fayolle, Hugues Namur i Émilien Lazaron     | França                       |      |
| Le Comte de Monte-Cristo                                            | El comte de Montecristo                                       | Olivier Cauwet                                     | França                       |      |
| Monsieur Aznavour                                                   | -                                                             | Stéphane Dittoo                                    | França                       |      |